# Піч-Лейк

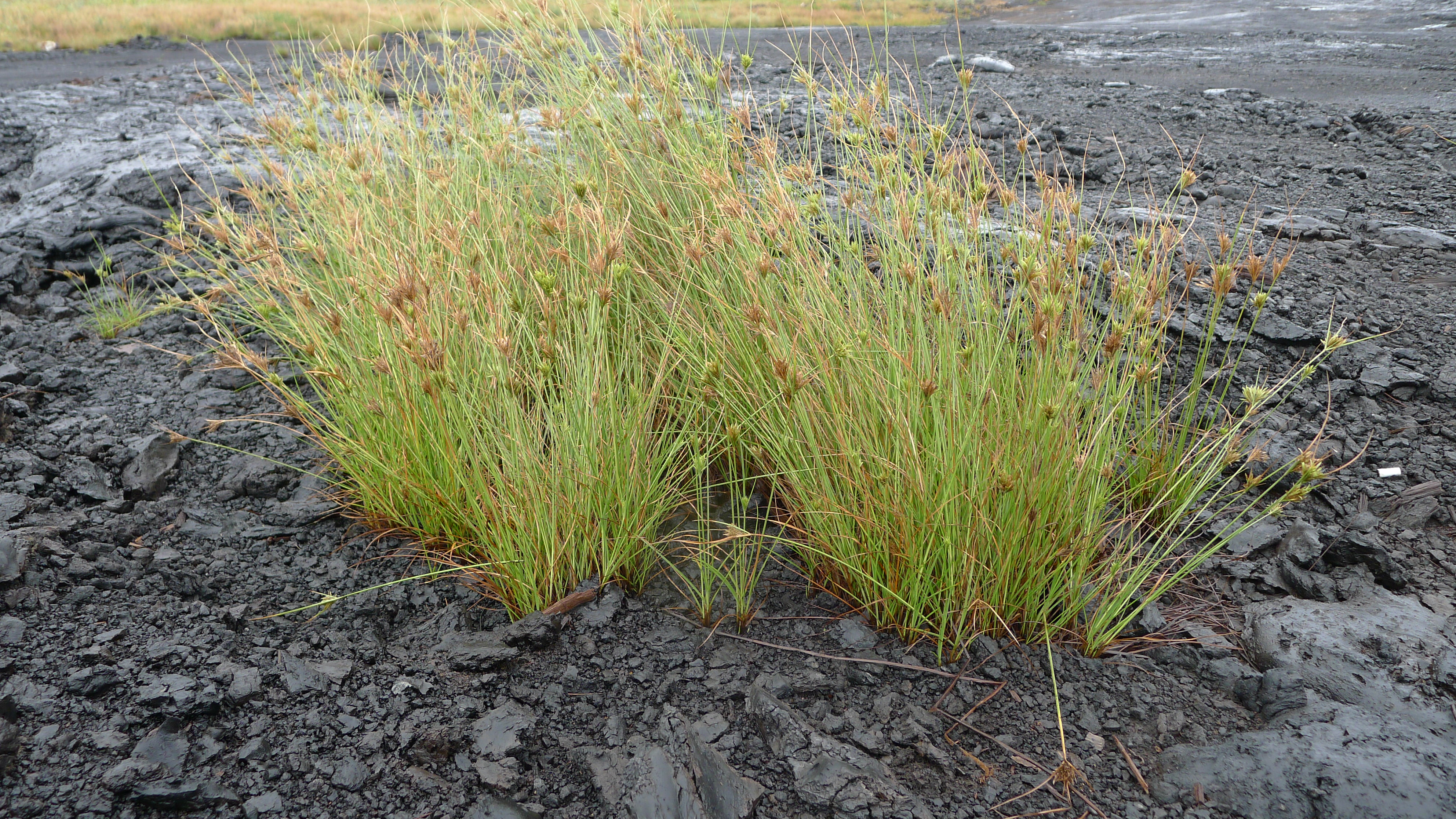
Поверхня бітуму

Піч-Лейк (англ. Pitch Lake) — бітумне озеро, що складається з чистого рідкого асфальту, розташовано на південному заході острова Тринідад недалеко від населеного пункту Ла-Брея. Має площу близько 40 га і глибину близько 80 м. Запаси асфальту оцінюються у більш ніж 6 млн тонн, десятки тисяч з яких добуваються щороку. При поточному рівні видобутку озеро буде поновлюваним джерелом асфальту упродовж 400 років.
Цей найбільший у світі резервуар природного асфальту був відкритий Уолтером Релі у 1595 році, який відразу знайшов йому застосування — бітум використовувався для осмолення дерев'яної обшивки кораблів. Нині є туристичною пам'яткою, яку за рік відвідують близько 20 тис. чоловік. Крім того, з озера видобувають високоякісний асфальт, який йде на експорт.
Утворення Піч-Лейка пов'язують з глибоким розломом у поєднанні із зоною субдукції під Карибську плиту в районі островів Барбадоса. Повне вивчення озера не проводилося, але припускається, що, знаходячись на межі двох розломів, озеро знизу поповнюється нафтою. Легші складові нафти випаровуються, залишаючи важчі фракції.
За легендою, на місці, де розташовується озеро, знаходилося поселення племені індійців чіма. Після перемоги над ворожим племенем індіанці влаштували свято з бенкетом, де вони з'їли велике число священних птахів колібрі, забувши, що за повір'ями вони є духами їх предків. В якості покарання боги розверзнули землю і викликали смоляне озеро, яке поглинуло усе село і його мешканців.
Поверхня озера пружна і масляниста, у глибинах постійно щось вирує і відбувається. Однією з відомих властивостей бітумних ям є їх здатність поглинати об'єкти, які можуть бути потім виявлені через тисячоліття. На Піч-Лейці було знайдено декілька індіанських предметів, фрагменти скелета велетенського лінивця, того, що мешкав в плейстоцені, зуб мастодонта. У 1928 році з глибин озера піднялося дерево, вік якого був оцінений в 4 тис. років. Перш ніж воно повільно занурилося назад, з нього був зроблений спил.
Пич-Лейк є однією з бітумних ям, що утворилися природним чином. Подібні об'єкти також можна знайти у Венесуелі, Каліфорнії та інших місцях.

### Ресурси Інтернету
- Вікісховище має мультимедійні дані за темою: Піч-Лейк
- Trinidad's Pitch Lake, фотозвіт Річарда Сімена
- Розповідь про озеро в журналі «Навколишній світ»